# Дифан
Дифан или Дерувиан, Дамиан (англ. Dyfan, Damian, лат. Deruvianus,  II век) — христианский мученик, святой Католической церкви, память 14 мая.
Святой Дифан, по преданию, вместе со святым Фугатием был направлен на проповедь в Британию святым папой Римским Элевтерием (память 26 мая), по просьбе святого короля Люция (память 3 декабря). Наличие храма в местечке Мертир Дыфан, освящённой в честь святого мученика Дифана, согласно популярному преданию, указывает на то, что он закончил мученичеством свой земной путь.